# Xeniconeura costalis
Xeniconeura costalis är en tvåvingeart som först beskrevs av Charles Howard Curran 1942.  Xeniconeura costalis ingår i släktet Xeniconeura och familjen lövflugor. Inga underarter finns listade i Catalogue of Life.